# Кучер Дмитро Михайлович
Дмитро́ Миха́йлович Ку́чер (нар. 25 серпня 1984, Вінниця, УРСР) — український боксер-професіонал, чемпіон Європи за версією EBU (2016) в першій важкій вазі.
Проживає та тренується у Києві.

## Професійна кар'єра
Дмитро дебютував у березні 2009 року у важкій вазі. Напередодні 2019-го року заявив про закінчення професійної кар'єри.

### Бій з Енцо Маккарінеллі
10 червня 2016 переміг Енцо Маккарінеллі технічним нокаутом у першому раунді і завоював вакантний титул чемпіона Європи за версією Європейського боксерського союзу в першій важкій вазі.
|          | Рекорд | Суперник                 | Результат | Дата              | Місце проведення                                               | Примітки                                                               |
| Поразка  | 24-3-1 | Кевін Лерена (19-1)      | UD12 (12) | 3 березня 2018    | Emperors Palace, Кемптон-Парк, Південно-Африканська Республіка | Бій за титул чемпіона світу у важкій вазі за версією IBO.              |
| Поразка  | 24-2-1 | Марко Хук (39-3-1)       | UD12 (12) | 19 листопада 2016 | TUI Arena, Ганновер, Нижня Саксонія, Німеччина                 | Бій за титул чемпіона світу у важкій вазі за версією IBO.              |
| Перемога | 24-1-1 | Енцо Маккарінеллі (41-7) | TKO1 (12) | 10 червня 2016    | York Hall, Бетнал-Грін, Тауер-Гемлетс, Лондон                  | Завоював вакантний титул чемпіона Європи у важкій вазі за версією EBU. |
| Нічия    | 23-1-1 | Білал Лаггуне (19-0-1)   | SD (12)   | 9 жовтня 2015     | Topsporthal Vlaanderen, Гент                                   | Бій за вакантний титул чемпіона Європи у важкій вазі за версією EBU.   |